# Хосе Лімон
Хосе Аркадіо Лімон (англ. José Arcadio Limón; 1908, Кульякан, Мексика – 1972, Флемінгтон, Нью-Джерсі, США) – американський танцівник, хореограф і танцювальний педагог, засновник власної танцювальної трупи (1947), один із найзначніших діячів американського танцю модерн. Будучи учнем Доріс Хамфрі і Чарльза Вейдмана, на основі отриманого досвіду і власного бачення танцю, випрацював власну танцювальну техніку – техніку Лімона.

## Біографія
Хосе Аркадіо Лімон народився 12 січня 1908 року в мексиканському місті Кульякан і був найстаршим із дванадцяти дітей в сім’ї. В 1915 році, у віці 7 років, разом з батьками емігрував в США, до Лос-Анджелесу.
Після закінчення середньої школи імені Лінкольна, Лімон вступив в Каліфорнійський Університет в Лос-Анджелесі на факультет образотворчого мистецтва. В 1928 році переїхав до Нью-Йорку, де почав навчатися в школі дизайну. В 1929 році побачивши виступ учнів Рудольфа фон Лабана зацікавився танцем.  Почавши займатися в школі Доріс Хамфрі і Чарльза Вейдмана, вже за рік він дебютував на Бродвеї. Тоді ж він вперше спробував свої сили як хореограф.
В 1941 році залишає трупу але ненадовго. 
В 1947 році Лімон створив власну трупу – Танцювальну компанію Хосе Лімона (José Limón Dance Company), художнє керівництво якої він запропонував Доріс Хамфрі (таким чином, трупа Лімона стала першою компанією сучасного танцю США, художній керівник якої не був її засновником). 

## Техніка Лімона
Хосе Лімон створив власну танцювальну техніку, в якій чітко простежується вплив педагогічного методу Доріс Хамфрі. Як і у Хамфрі, основним завданням Лімона є вираження особистих взаємовідносин з навколишнім світом за допомогою руху. Ідеї відчуття ваги власного тіла через падіння (fall) і наступну віддачу (rebound), зависання (suspension) и послідовність імпульсів рухів (succession)також були сприйняті у Хамфрі і обдумані Лімоном.
Техніка Лімона не має чітких, зафіксованих кордонів: хореограф вважав, що занадто структурована техніка буде обмежувати творчість танцівника, в той час, як її завдання – допомогти знайти свій власний стиль руху і особисту унікальність. Будучи зацікавленим не у зовнішній красі руху, а в вираженні емоції через тіло, Лімон говорив учням : «Ви будете прекрасними, як тільки перестанете намагатися бути красивими».
Наголошуючи на вивченні природного руху тіла і бажаючи ясно в ньому бачити людську природу, він спонукав учнів прагнути до простоти і чистоти без зайвих рухів, непотрібних зусиль і надмірного напруження, що заважають природності. Танець Лімона являє собою чисте вираження емоцій і пристрасті, він сповнений енергії, пересувань і взаємодії з простором. Лімон розглядав людське тіло, як інструмент спілкування і самовираження, інструмент, який може «говорити» і який повинен максимально використовуватися танцівником.
Лімон використовував ізоляцію будь-якої частини тіла, щоб «говорити» про якості, які властиві тільки лише їй – він називав це «голосом тіла».